# Spilosoma fuscovenata
Spilosoma fuscovenata là một loài bướm đêm thuộc phân họ Arctiinae, họ Erebidae.